# Кореша
«Кореша» — российский фильм 2024 года режиссёра Дениса Павлова.
Фильм является приквелом телесериала «Макс и Гусь» (2023), который является спин-оффом о начале пути Макса — основного антагониста третьего сезона телесериала «Зёма» (сериал, 2017—2021) и входящих в эту медиафраншизу «Зёма 3. Новогодний замес» (фильм, 2021), «Зёма. Сказка на районе» (фильм, 2022), «Салют, Начальник» (сериал, 2022), «Тяни, Сундук» (сериал, 2022), «Салют, Начальник-2» (сериал, 2024), «Кореша» (2024), «Либидо» (фильм, 2025).

## Сюжет
О начале пути «чётких пензенских пацанов». 90-е годы. Макс угоняет коллекционный «Кадиллак» у пензенского авторитетного бизнесмена. Это месть за то, что коммерсант «угнал» у него девушку. Гусь пытается помочь своему другу, но попадает в заложники, где его заставляют работать на разгребании гаражей под стройплощадку для строительства отеля. Здесь Гусь попадает в подчинение к Михалычу, который также присматривает за зачем-то нужным бандитам студентом физиком-ядерщиком Фунтиком. Вскоре Михалыч и Фунтик становятся новыми корешами Гуся, а затем и Макса и дают бой авторитету.

Криминальная комедия про банальное житьё-бытьё гопников из Пензы. Это спин-офф прошлогоднего сериала «Макс и Гусь» (18+). Главные герои здесь те же самые, Макс и Гусь, и многие персонажи второго плана те же самые, тот же и режиссёр. Сюжет разбирать нет смысла — просто взят возможный эпизод криминальной хроники Пензы и разыгран в обстановке и стилистике «Макса и Гуся».

## В ролях
- Никита Кологривый — Макс
- Владимир Карпук — Гусь
- Настасья Самбурская — Вика
- Игорь Жижикин — Анальгин
- Михаил Горевой — Додин
- Георгий Дронов — Михалыч
- Сергей Шароватов — Шершавый
- Микита Воронов — Фунтик
- Михаил Селиванов — Микки
- Сергей Беляев — Зебра
- Сергей Комаров — Петрович
- Александр Михеев — Мордоворот
- Надежда Сысоева
- Глеб Калюжный
- Марат Башаров
- Сергей Рост
- Сергей Беляев
- Никита Джигурда

## Показ
Трейлер фильма вышел в мае 2024 года, светская предпремьерная презентация прошла 14 октября в кинотеатре «Октябрь». В кинопрокат фильм вышел 17 октября 2024 года.
В первую неделю проката фильм попал в топ‑10 кинопроката России, заняв седьмую строчку, шёл на 1 680 экранах, его посмотрели 40 049 зрителей, фильм заработал 15,4 миллиона рублей
.
Однако после успешной первой недели кинопроката стало понятно, что фильм провалился, и прогнозировалось, что дальше прокат будет только хуже:

«Сарафан» фильма оказался ужасен: рейтинг фильма на «Кинопоиске» замер в красной зоне на неприличной отметке 3,8.
Во вторую и третью недели проката фильма спустился соответственно на семнадцатую сточку (+ 14 005 зрителей) и на 37-ю строчку (866 зрителя).
Всего с начала проката по состоянию на 3 ноября 2024 года фильм всего посмотрели 78 483 зрителей, кассовые сборы 27 372 900 рублей.

## Рецензии
- Богдан Ларин — Разборки в космосе: обзор фильма «Кореша» с Никитой Кологривым // Спорт-Экспресс, 17 октября 2024